# C15H24N2O17P2
化学式C15H24N2O17P2（摩尔质量：566.302 g/mol）可能指：
- 尿苷二磷酸葡萄糖，CAS号：133-89-1
- 尿苷二磷酸半乳糖，CAS号：2956-16-3